# 하나미야 사라
하나미야 사라(일본어: 花宮 沙羅 はなみや さら[*], 2월 6일 - )는 전 다카라즈카 가극단 소라구미에 소속되었던 여역이다.
사이타마현 카와고에시 출신, 일본음악고등학교 출신이다. 키 161cm, 애칭은 "사라(さら)", "샤라(しゃら)"이다.

## 약력
2014년, 다카라즈카 음악학교에 입학,
2016년, 다카라즈카 가극단 102기생으로 입단. 호시구미 공연 「박쥐/ THE ENTERTAINER!」로 초무대. 이후 소라구미에 배속.
2019년, 「오션스 11」으로 첫 에트와르에 발탁. 같은 해 「El Japón」으로 첫 신인공연 히로인을 맡았다.

## 주요 무대
| 기간 (월)       | 소속 | 제목                             | 공연장                                 | 배역                                            | 비고                                      |
| --------------- | ---- | -------------------------------- | -------------------------------------- | ----------------------------------------------- | ----------------------------------------- |
| 2016년          |      |                                  |                                        |                                                 |                                           |
| 3- 4            | 호시 | 박쥐                             | 다카라즈카 대극장                      |                                                 | 초무대                                    |
| 3- 4            | 호시 | THE ENTERTAINER!                 | 다카라즈카 대극장                      |                                                 | 초무대                                    |
| 7 - 10          | 소라 | 엘리자베스 -사랑와 죽음의 론도-  | 다카라즈카 대극장 도쿄 다카라즈카 극장 | 미용사 (신인공연)                               | 본역 : 세오토 리사                        |
| 2017년          |      |                                  |                                        |                                                 |                                           |
| 2 - 4           | 소라 | 왕비의 관 -Château de la Reine-  | 다카라즈카 대극장 도쿄 다카라즈카 극장 | 마리 테레즈 (신인공연)                          | 본역 : 아이시로 모아                      |
| 2 - 4           | 소라 | VIVA! FESTA!                     | 다카라즈카 대극장 도쿄 다카라즈카 극장 |                                                 |                                           |
| 6               | 소라 | A Motion                         | 우메다예술극장 분쿄시빅크홀            |                                                 |                                           |
| 8 - 11          | 소라 | 신들의 토지                      | 다카라즈카 대극장 도쿄 다카라즈카 극장 | 조야 (신인공연)                                 | 본역 : 아이사키 마리아                    |
| 8 - 11          | 소라 | 클래식 비쥬                      | 다카라즈카 대극장 도쿄 다카라즈카 극장 |                                                 |                                           |
| 2018년          |      |                                  |                                        |                                                 |                                           |
| 1               | 소라 | WEST SIDE STORY                  | 도쿄국제포럼                           | 샤크스의 여자                                   |                                           |
| 3 - 6           | 소라 | 하늘은 붉은 강가                 | 다카라즈카 대극장 도쿄 다카라즈카 극장 | 샤라 / 유르두즈 소녀시기 나키아 (신인공연)      | 본역 : 하나키 마이아                      |
| 3 - 6           | 소라 | 시트러스의 바람                  | 다카라즈카 대극장 도쿄 다카라즈카 극장 |                                                 |                                           |
| 7 - 8           | 소라 | WEST SIDE STORY                  | 도쿄국제포럼                           | 마르가리타                                      |                                           |
| 10 - 12         | 소라 | 백로의 성                        | 다카라즈카 대극장 도쿄 다카라즈카 극장 | 동자                                            |                                           |
| 10 - 12         | 소라 | 이인들의 르네상스                | 다카라즈카 대극장 도쿄 다카라즈카 극장 | 사라이 (신인공연)                               | 본역 : 아마이로 미네리                    |
| 2019년          |      |                                  |                                        |                                                 |                                           |
| 2               | 소라 | 검은 눈동자                      | 하카타좌                               |                                                 |                                           |
| 2               | 소라 | VIVA! FESTA! in HAKATA           | 하카타좌                               |                                                 |                                           |
| 4 - 7           | 소라 | 오션스 11                        | 다카라즈카 대극장 도쿄 다카라즈카 극장 | 루비 (신인공연)                                 | 본역 : 세토하나 마리 첫 에트와르          |
| 9               | 소라 | 릿츠 호텔만큼 큰 다이아몬드      | 바우홀                                 | 베티 / 사리 / 리스                              |                                           |
| 11 - 2020년 2월 | 소라 | El Japón -이스파니아의 사무라이- | 다카라즈카 대극장 도쿄 다카라즈카 극장 | 카타리나 (신인공연)                             | 본역 : 호시카제 마도카 신인공연 첫 히로인 |
| 11 - 2020년 2월 | 소라 | aquavitae!!                      | 다카라즈카 대극장 도쿄 다카라즈카 극장 |                                                 |                                           |
| 2020년          |      |                                  |                                        |                                                 |                                           |
| 8               | 소라 | 장려제 (壮麗帝)                  | 드라마시티                             | 엘레나                                          |                                           |
| 11 - 2021년 2월 | 소라 | 아나스타시아                     | 다카라즈카 대극장 도쿄 다카라즈카 극장 |                                                 |                                           |
| 2021년          |      |                                  |                                        |                                                 |                                           |
| 4 - 5           | 소라 | 유메치도리                       | 바우홀                                 | 키쿠코                                          |                                           |
| 6 - 9           | 소라 | 셜록 홈즈 -The Game Is Afoot!-   | 다카라즈카 대극장 도쿄 다카라즈카 극장 | 베카 스트리트 일레귤러즈 허드슨 부인 (신인공연) | 본역 : 하루하 라라                        |
| 6 - 9           | 소라 | Délicieux -감미로운 파리-        | 다카라즈카 대극장 도쿄 다카라즈카 극장 |                                                 |                                           |
| 11 - 12         | 소라 | 프로미세스, 프로미세스           | 드라마시티 도쿄건물 Brillia HALL       | 실비아 길프리                                   |                                           |
| 2022년          |      |                                  |                                        |                                                 |                                           |
| 2 - 3           | 소라 | NEVER SAY GOODBYE                | 다카라즈카 대극장                      | 패티                                            |                                           |
| 4 - 5           | 소라 | NEVER SAY GOODBYE                | 도쿄 다카라즈카 극장                   | 패티 이자벨라 (신인공연)                        | 본역 : 코하루노 사요                      |

## 출연 이벤트
- 2016년 12월, 다카라즈카 스페셜 2016 『Music Succession to Next』 (코러스)
- 2017년 12월, 다카라즈카 스페셜 2017 『쥬템므・레뷰 -몽 파리 탄생 90주년-』 (코러스)